# Los Diez (revista)

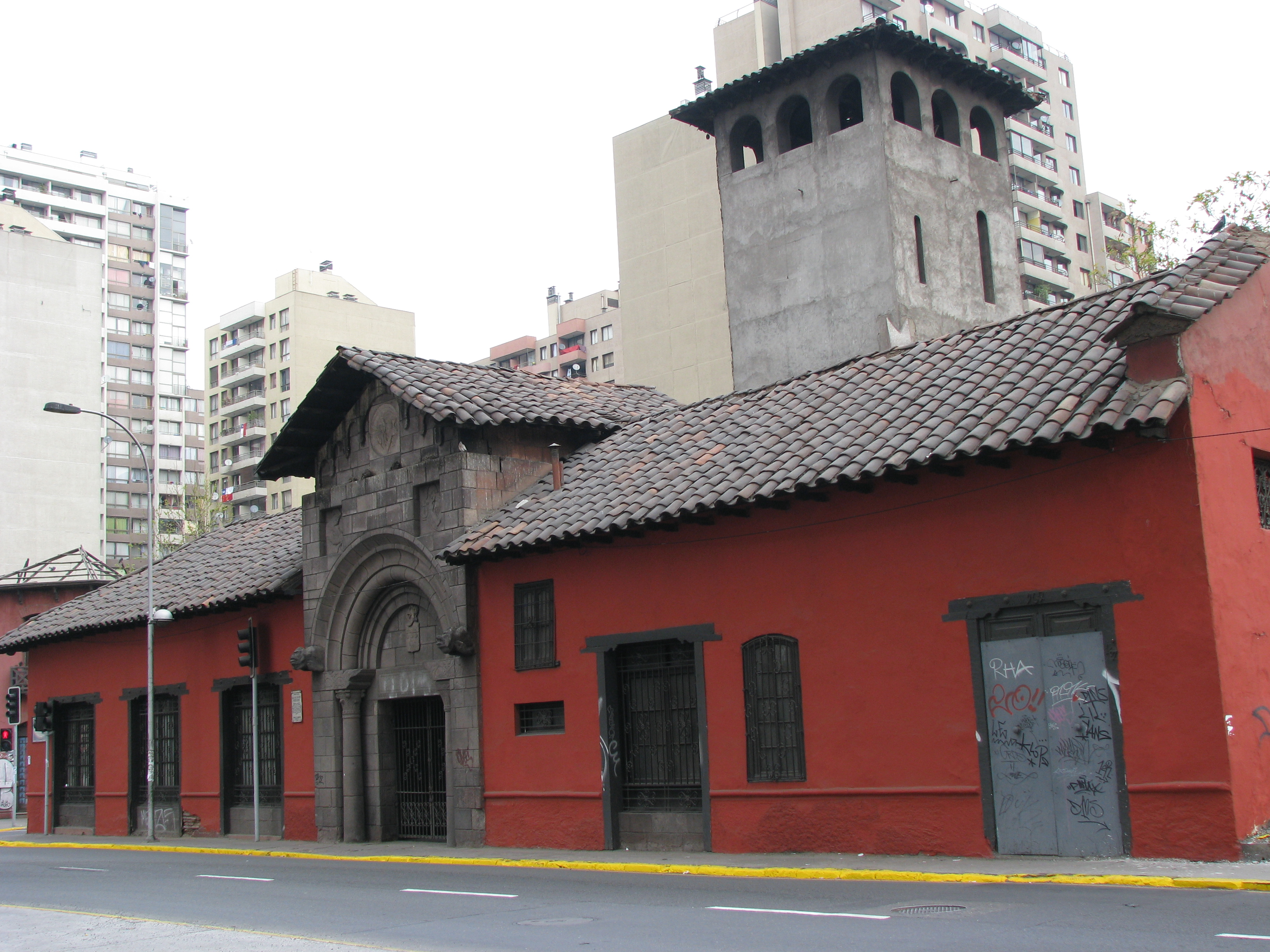
"Casa de Los Diez", lugar de reunión del grupo fundador de la revista.

La revista chilena Los Diez surgió en 1916 y la última de sus cuatro ediciones fue publicada en 1917. Cada número estaba compuesto principalmente por obras literarias, partituras de música, grabados, crónicas y críticas escritas por los integrantes del equipo estable que conformaba la revista y por artistas colaboradores.

## Historia
La revista surge a partir de las reuniones en las que, desde 1913, participaba un grupo de diez hombres liderados por Pedro Prado, quien en 1915 publica una crónica titulada “Los Diez”. Un año más tarde, la agrupación -entre los que había pintores, escultores, músicos, arquitectos y poetas- es presentada de forma oficial con la lectura de un manifiesto en la Biblioteca Nacional. En la ocasión, Pedro Prado definió lo que luego sería el perfil, o línea editorial, de la revista y que en cierta forma manifiesta cuál era la posición de los miembros del grupo respecto del tema abordado en sus publicaciones, el arte: “Es requisito imprescindible para pertenecer a Los Diez estar convencidos de que nosotros no encarnamos la esperanza del mundo; pero (...), debemos observar con prolijidad todo nuevo ser que se cruce en nuestro camino, por si él encarnase esa esperanza, lo que no impide que, después de ese examen, él y nosotros nos riamos con gran pesadumbre y bulliciosa algazara de los continuos engaños que por este motivo nos ocurran”. Además de esto, Prado leyó "Somera iniciación al Jelsé", ensayo en el que señala: “Los Diez no forman ni una secta, ni una institución, ni una sociedad. Carecen de disposiciones establecidas, y no pretenden otra cosa que cultivar el arte con una libertad natural”. 
En agosto de 1916 los miembros del grupo comienzan su trabajo como editores con el propósito de publicar doce volúmenes al año. Un mes después se publica el primer número de la revista. Su intención, tal como se señala en las primeras páginas de cada número, era ser “una edición mensual de filosofía, arte y literatura.”

## El equipo deLos Diez
Aunque Los Diez debe su nombre al número de integrantes fundacionales, en la práctica, el equipo de la revista estaba compuesto por más de diez personas:
- Pedro Prado, poeta, pintor y arquitecto.
- Manuel Magallanes Moure, poeta, cuentista y pintor.
- Juan Francisco González, pintor.
- Armando Donoso, crítico literario y periodista.
- Alberto García Guerrero, músico.
- Alberto Ried, poeta, cuentista, escultor y pintor.
- Acario Cotapos, músico.
- Augusto D'halmar, novelista y cuentista.
- Alfonso Leng, músico y compositor.
- Julio Ortíz de Zárate, pintor.
- Ernesto A. Guzmán, poeta y ensayista.
- Eduardo Barrios, novelista y dramaturgo.
- Julio Bertrand Vidal, arquitecto y pintor.

	Debido al carácter multidisciplinario de la agrupación, las obras publicadas en la revista abarcaron prácticamente todo el espectro del arte, por lo que al revisar las páginas de sus cuatro ediciones es posible encontrar textos sobre literatura, pintura, teatro, música, arquitectura, historia y política.

## Última edición
El grupo finaliza su trabajo editorial en 1917, luego de publicar Pobrecitas de Armando Moock. En respuesta a un artículo escrito por Nathanael Yáñez Silva donde se hacía referencia al término de la revista y a la disolución de la agrupación, Manuel Magallanes Moure indicó a través de una carta: “Los Diez no son una institución formada más o menos artificialmente, ni una sociedad cuyos miembros estén amarrados por algún nudo reglamentario, de esos que una vez que se cortan o que se desatan, producen el desparramamiento (...) Nuestra unión tiene una más firme atadura: nos unen el arte y la amistad. No tenemos obligaciones que llenar ni compromisos que cumplir; nos acerca el placer de estar juntos”.
La última publicación de la revista data de abril de 1917. En 1918 se creó la Revista de Artes y Letras, considerada sucesora de Los Diez y que al igual que ésta tuvo solo cuatro ediciones.